# Marigny-Chemereau
Marigny-Chemereau è un comune francese di 544 abitanti situato nel dipartimento della Vienne nella regione della Nuova Aquitania.

## Società

### Evoluzione demografica
Abitanti censiti